# La marca de l'assassí
La marca de l'assassí (títol original: Traces of Red) és una pel·lícula estatunidenca dirigida per Andy Wolk el 1992. Ha estat doblada al català.

## Argument
Jack Dobson, inspector de la criminal de Palm Beach, és transportat en una ambulància mortuòria, amb una bala de 9 mm al pit. Per Jack, tot havia començat alguns mesos abans. Així, en un menjar, Michael el seu germà, anuncia al conjunt de comensals que es presentarà a les senatorials. La tarda acabada, Jack troba Morgan, la criada a l'aparcament i passa la nit amb ella. L'endemà al matí, la deixa a casa seva abans d'anar al tribunal on ha de testificar contra un cert Tony sospitós de l'homicidi d'una call-girl. Allà hi troba Steve, el seu jove company d'equip. Després d'haver testificat, Jack i Steve surten del tribunal per descobrir el cotxe de Jack vandalitzat. Com havia rebut una carta anònima en la qual era amenaçat en dedueix que és Minnesota, el germà de Tony, qui ho ha fet. Ajudat de Steve, van a un bar sospitós per atrapar Minnesota, que una vegada interpel·lat jura que no és responsable ni de les cartes, ni del vandalisme. De tornada a casa seva, Jack troba Ellen Schofield, l'agregada de premsa del seu germà, amb qui té una relació. L'endemà, Jack rep de nou una carta anònima, i el mateix vespre Morgan és assassinat a casa d'ella en les mateixes circumstàncies que la call-girl, per la qual Jack acabava de testificar.

## Repartiment
- James Belushi: Inspector Jack Dobson
- Lorraine Bracco: Ellen Schofield
- Tony Goldwyn: Inspector Steve Frayn
- William Russ: Michael Dobson
- Faye Grant: Beth Frayn
- Michelle Joyner: Morgan Cassidy
- Joe Lisi: Tinent J.C. Hooks
- Victoria Bass: Susan Dobson
- Edgar Allan Poe IV: Ian Wicks
- Will Knickerbocker: Tommy Hawkins
- Danny Kamin: El fiscal Dan Ayeroff
- Melanie Tomlin: Amanda
- Jim Piddock: M. Martyn

### Nominació
- Premi Razzie 1993 :
  - Pitjor actriu per Lorraine Bracco[3]